# Saint-Germain-sur-l'Arbresle
Saint-Germain-sur-l'Arbresle este o comună în departamentul Rhône din sud-estul Franței. În 2009 avea o populație de 1.329 de locuitori.

## Evoluția populației
| An        | 1975 | 1982 | 1990 | 1999  | 2006  | 2009  |
| --------- | ---- | ---- | ---- | ----- | ----- | ----- |
| Populație | 694  | 822  | 942  | 1.123 | 1.329 | 1.329 |